# Assens Kommune (1970–2006)
| Strukturdaten       | Strukturdaten  |
| ------------------- | -------------- |
| Sitz der Verwaltung | Assens         |
| Fläche              | 139,45 km²     |
| Einwohner           | 10.959 (2006)  |
| Kommune seit 2007   | Assens Kommune |
| Website             | www.assens.dk  |

Assens Kommune war bis Dezember 2006 eine dänische Kommune im damaligen Fyns Amt im Westen der Insel Fünen. Sie wurde 1966 gebildet und ging der offiziellen Kommunalreform im Jahre 1970 voraus. Seit Januar 2007 ist sie zusammen mit den ehemaligen Kommunen Glamsbjerg, Haarby, Tommerup, Vissenbjerg und Aarup Teil der neuen Assens Kommune.